# طرود (فیروزکوه)
طرود (فیروزکوه)، روستایی از توابع بخش مرکزی شهرستان فیروزکوه در استان تهران ایران است.

## جمعیت
این روستا در دهستان پشتکوه قرار دارد و  به خاطر حفاری چاه های عمیق در  در حوالی گدوک   ،چشمه های روستا خشک و  تبدیل به روستای بدون اب حتی برای آشامیدنی شده است  و براساس سرشماری مرکز آمار ایران در سال ۱۳۸۵، جمعیت آن ۶۶۳ نفر (۱۷۳خانوار) بوده‌است. این روستا از معدود روستاهای شهرستان است که در تمامی طول سال جمعیت قابل توجهی در آن زندگی می کنند.
شغل اغلب مردم این روستا دامداری و کشاورزی است.
وجود یک مدرسه و کانون پرورش فکری کودکان و نوجوانان به همراه یک سوله بزرگ ورزشی از جمله مشخصات این روستا است.
این روستا از جمله مناطق سرد شهرستان است که در پایین گردنه معروف “گدوک” واقع شده است. زبان مردم روستای طرود ترکی است.